# Teófilo Gutiérrez
Teófilo Antonio Gutiérrez Roncancio (Barranquilla, 1985. május 17. –) kolumbiai válogatott labdarúgó, jelenleg az Atlético Junior játékosa.

## Sikerek
Cruz Azul
- Mexikói kupagyőztes (1): 2013
- Az év dél-amerikai labdarúgója (2014)[1]

## Fordítás
Ez a szócikk részben vagy egészben  a   Teófilo Gutiérrez című angol Wikipédia-szócikk fordításán alapul.  Az eredeti cikk szerkesztőit annak laptörténete sorolja fel. Ez a jelzés csupán a megfogalmazás eredetét és a szerzői jogokat jelzi, nem szolgál a cikkben szereplő információk forrásmegjelöléseként.